# Língua geral amazônica
A língua geral setentrional, também chamada de língua geral do norte e língua geral amazônica (LGA), era o ramo nortista da língua geral falado na Região Norte do Brasil. Formou-se a partir da evolução histórica da língua tupi antiga no final do século XVII. No século XIX, pelo mesmo processo de evolução histórica, deu origem ao nheengatu. Atualmente é considerado uma língua extinta.

## Influência na toponímia do Brasil
A língua geral setentrional legou muitos topônimos brasileiros atuais, tais como: Amapá, Aracu, Araguaia, Aranaí, Aranaquara, Aranaú, etc.

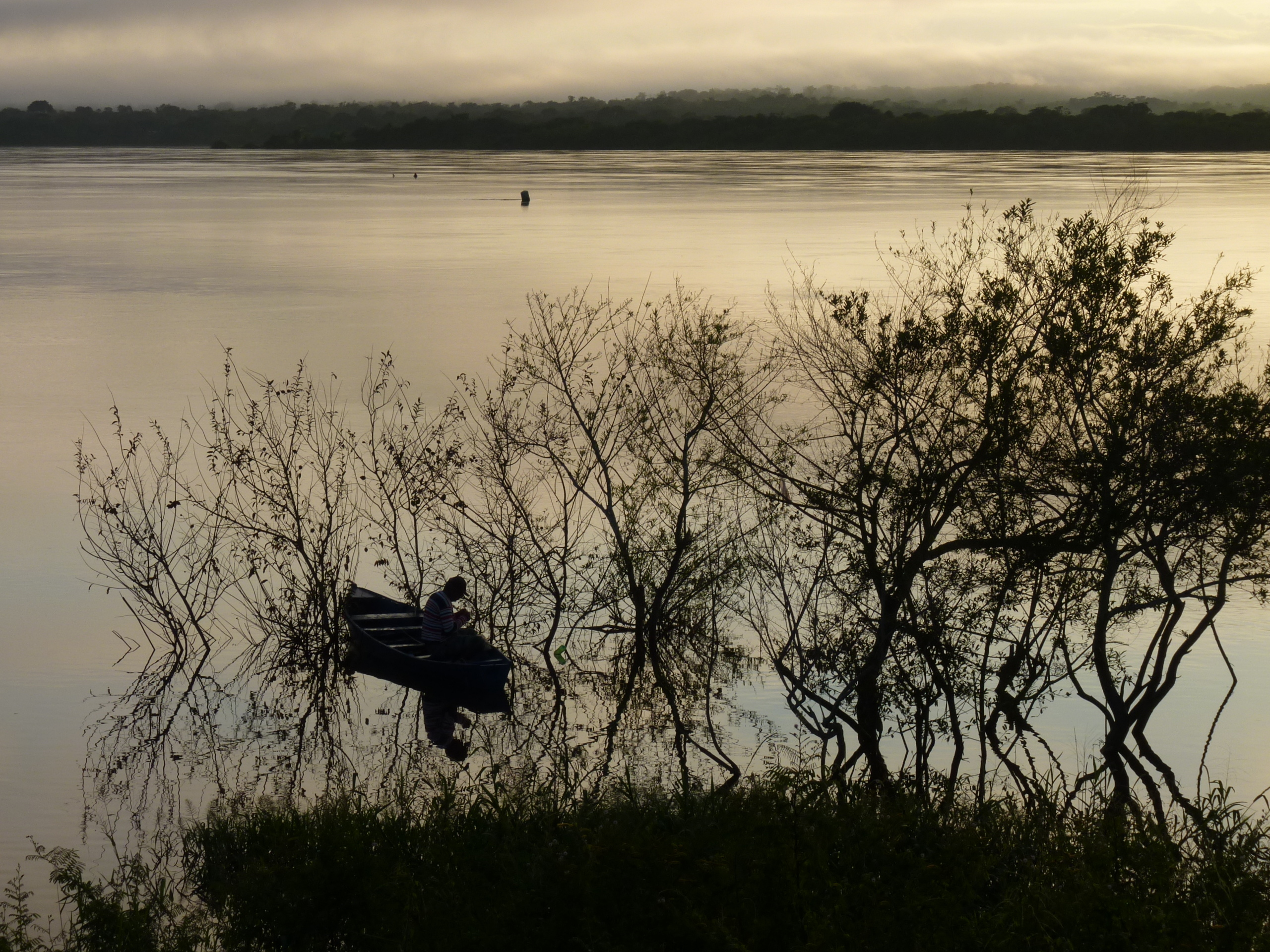
Rio Araguaiaː um exemplo da influência da língua geral setentrional na atual toponímia brasileira